# WTA Tour 1999
Die WTA Tour 1999 war der 29. Jahrgang der Damentennis-Turnierserie, die von der Women’s Tennis Association ausgetragen wird.
Der Grand Slam Cup und die Teamwettbewerbe Hopman Cup und Fed Cup sind nicht Bestandteil der WTA Tour. Hier werden sie dennoch aufgeführt, da die Spitzenspielerinnen auch diese Turniere in der Regel spielen.

## Turnierplan
| Kategorie          |
| ------------------ |
| Grand Slam         |
| Tour Championships |
| Tier I             |
| Tier II            |
| Tier III           |
| Tier IVa & IVb     |

| Sonstige       |
| -------------- |
| Hopman Cup     |
| Fed Cup        |
| Grand Slam Cup |

### Erklärungen
Die Zeichenfolge von z. B. 128E/96Q/64D/32M hat folgende Bedeutung:

128E = 128 Spielerinnen spielen im Einzel

96Q = 96 Spielerinnen spielen die Qualifikation

64D = 64 Paarungen spielen im Doppel

32M = 32 Paarungen spielen im Mixed

### Januar
| Datum 1 | Turnier | Sieger(in)                        | Finalgegner(in)                      | Ergebnis       |
| ------- | --- | --------------------------------- | ------------------------------------ | -------------- |
| 04.01.  | Hopman Cup Perth, Australien ITF – 900.000 $ Hartplatz                                                                   | Jelena Dokić Mark Philippoussis   | Åsa Carlsson Jonas Björkman          | 2:1            |
| 04.01.  | Thalgo Australian Women’s Hardcourt Championships Gold Coast, Australien Tier III – 180.000 $ Hartplatz – 30E/32Q/16D/8Q | Patty Schnyder                    | Mary Pierce                          | 4:6, 7:65, 6:2 |
| 04.01.  | Thalgo Australian Women’s Hardcourt Championships Gold Coast, Australien Tier III – 180.000 $ Hartplatz – 30E/32Q/16D/8Q | Corina Morariu Larisa Neiland     | Kristine Kunce Irina Spîrlea         | 6:3, 6:3       |
| 04.01.  | ASB Bank Classic Auckland, Neuseeland Tier IVb – 112.500 $ Hartplatz – 32E/32Q/16D/7Q                                    | Julie Halard-Decugis              | Dominique van Roost                  | 6:4, 6:1       |
| 04.01.  | ASB Bank Classic Auckland, Neuseeland Tier IVb – 112.500 $ Hartplatz – 32E/32Q/16D/7Q                                    | Silvia Farina Barbara Schett      | Seda Noorlander Marlene Weingärtner  | 6:2, 7:62      |
| 11.01.  | ANZ Tasmanian International Hobart, Australien Tier IVb – 110.000 Hartplatz – 32E/32Q/16D/8Q                             | Chanda Rubin                      | Rita Grande                          | 6:2, 6:3       |
| 11.01.  | ANZ Tasmanian International Hobart, Australien Tier IVb – 110.000 Hartplatz – 32E/32Q/16D/8Q                             | Mariaan de Swardt Olena Tatarkowa | Alexia Dechaume-Balleret Émilie Loit | 6:1, 6:2       |
| 11.01.  | adidas International Sydney, Australien Tier II – 420.000 $ Hartplatz – 28E/32Q/16D/5Q                                   | Lindsay Davenport                 | Martina Hingis                       | 6:4, 6:3       |
| 11.01.  | adidas International Sydney, Australien Tier II – 420.000 $ Hartplatz – 28E/32Q/16D/5Q                                   | Jelena Lichowzewa Ai Sugiyama     | Mary Joe Fernández Anke Huber        | 6:3, 2:6, 6:0  |
| 18.01.  | Australian Open Melbourne, Australien Grand Slam – 3.124.386 $ Hartplatz – 128E/64Q/64D/32M                              | Martina Hingis                    | Amélie Mauresmo                      | 6:2, 6:3       |
| 18.01.  | Australian Open Melbourne, Australien Grand Slam – 3.124.386 $ Hartplatz – 128E/64Q/64D/32M                              | Martina Hingis Anna Kurnikowa     | Lindsay Davenport Natallja Swerawa   | 7:5, 6:3       |
| 18.01.  | Australian Open Melbourne, Australien Grand Slam – 3.124.386 $ Hartplatz – 128E/64Q/64D/32M                              | Mariaan de Swardt David Adams     | Serena Williams Maks Mirny           | 6:4, 4:6, 7:65 |

### Februar
| Datum 1 | Turnier | Sieger                             | Finalgegner                      | Ergebnis       |
| ------- | --- | ---------------------------------- | -------------------------------- | -------------- |
| 01.02.  | Toray Pan Pacific Open Tokio, Japan Tier I – 1.000.000 $ Teppich (Halle) – 28E/32Q/16D/8Q                                | Martina Hingis                     | Amanda Coetzer                   | 6:2, 6:1       |
| 01.02.  | Toray Pan Pacific Open Tokio, Japan Tier I – 1.000.000 $ Teppich (Halle) – 28E/32Q/16D/8Q                                | Lindsay Davenport Natallja Swerawa | Martina Hingis Jana Novotná      | 6:2, 6:3       |
| 08.02.  | Nokia Cup Prostějov, Tschechien Tier IVb – 112.500 $ Teppich (Halle) – 32E/32Q/16D                                       | Henrieta Nagyová                   | Silvia Farina                    | 7:62, 6:4      |
| 08.02.  | Nokia Cup Prostějov, Tschechien Tier IVb – 112.500 $ Teppich (Halle) – 32E/32Q/16D                                       | Alexandra Fusai Nathalie Tauziat   | Květa Hrdličková Helena Vildová  | 3:6, 6:2, 6:1  |
| 15.02.  | Copa Colsanitas Bogotá, Kolumbien Tier IVa – 142.500 $ Sandplatz (rot) – 32E/31Q/16D/8Q                                  | Fabiola Zuluaga                    | Christina Papadaki               | 6:1, 6:3       |
| 15.02.  | Copa Colsanitas Bogotá, Kolumbien Tier IVa – 142.500 $ Sandplatz (rot) – 32E/31Q/16D/8Q                                  | Seda Noorlander Christina Papadaki | Laura Montalvo Paola Suárez      | 6:4, 7:65      |
| 15.02.  | Faber Grand Prix Hannover, Deutschland Tier II – 450.000 $ Teppich (Halle) – 28E/32Q/16D                                 | Jana Novotná                       | Venus Williams                   | 6:4, 6:4       |
| 15.02.  | Faber Grand Prix Hannover, Deutschland Tier II – 450.000 $ Teppich (Halle) – 28E/32Q/16D                                 | Serena Williams Venus Williams     | Alexandra Fusai Nathalie Tauziat | 5:7, 6:2, 6:2  |
| 22.02.  | IGA Superthrift Tennis Classic Oklahoma City, Vereinigte Staaten Tier III – 180.000 $ Hartplatz (Halle) – 30E/32Q/16D/5Q | Venus Williams                     | Amanda Coetzer                   | 6:4, 6:0       |
| 22.02.  | IGA Superthrift Tennis Classic Oklahoma City, Vereinigte Staaten Tier III – 180.000 $ Hartplatz (Halle) – 30E/32Q/16D/5Q | Lisa Raymond Rennae Stubbs         | Amanda Coetzer Jessica Steck     | 6:3, 6:4       |
| 22.02.  | Open Gaz de France Paris, Frankreich Tier II – 520.000 $ Teppich (Halle) – 28E/32Q/16D/2Q                                | Serena Williams                    | Amélie Mauresmo                  | 6:2, 3:6, 7:64 |
| 22.02.  | Open Gaz de France Paris, Frankreich Tier II – 520.000 $ Teppich (Halle) – 28E/32Q/16D/2Q                                | Irina Spîrlea Caroline Vis         | Jelena Lichowzewa Ai Sugiyama    | 7:5, 3:6, 6:3  |

### März
| Datum 1 | Turnier | Sieger                         | Finalgegner                     | Ergebnis      |
| ------- | --- | ------------------------------ | ------------------------------- | ------------- |
| 01.03.  | Evert Cup Indian Wells, Vereinigte Staaten Tier I – 1.300.000 $ Hartplatz – 56E/32Q/28D/8Q                   | Serena Williams                | Steffi Graf                     | 6:3, 3:6, 7:5 |
| 01.03.  | Evert Cup Indian Wells, Vereinigte Staaten Tier I – 1.300.000 $ Hartplatz – 56E/32Q/28D/8Q                   | Martina Hingis Anna Kurnikowa  | Mary Joe Fernández Jana Novotná | 6:2, 6:2      |
| 15.03.  | The Lipton Championships Miami, Vereinigte Staaten Tier I – 1.950.000 $ Hartplatz – 96E/64Q/48D/8Q           | Venus Williams                 | Serena Williams                 | 6:1, 4:6, 6:4 |
| 15.03.  | The Lipton Championships Miami, Vereinigte Staaten Tier I – 1.950.000 $ Hartplatz – 96E/64Q/48D/8Q           | Martina Hingis Jana Novotná    | Mary Joe Fernández Monica Seles | 0:6, 6:4, 7:6 |
| 29.03.  | Family Circle Cup Hilton Head Island, Vereinigte Staaten Tier I – 1.000.000 $ Sandplatz (grün) – 56E/32Q/28D | Martina Hingis                 | Anna Kurnikowa                  | 6:4, 6:3      |
| 29.03.  | Family Circle Cup Hilton Head Island, Vereinigte Staaten Tier I – 1.000.000 $ Sandplatz (grün) – 56E/32Q/28D | Jelena Lichowzewa Jana Novotná | Barbara Schett Patty Schnyder   | 6:1, 6:4      |

### April
| Datum 1 | Turnier                                                                                                   | Sieger                                    | Finalgegner                           | Ergebnis       |
| ------- | --- | ----------------------------------------- | ------------------------------------- | -------------- |
| 05.04.  | Bausch & Lomb Championships Amelia Island, Vereinigte Staaten Tier II – 520.000 $ Sandplatz – 56E/27Q/28D | Monica Seles                              | Ruxandra Dragomir                     | 6:2, 6:3       |
| 05.04.  | Bausch & Lomb Championships Amelia Island, Vereinigte Staaten Tier II – 520.000 $ Sandplatz – 56E/27Q/28D | Conchita Martínez Patricia Tarabini       | Lisa Raymond Rennae Stubbs            | 7:5, 0:6, 6:4  |
| 05.04.  | Estoril Open Oeiras, Portugal Tier IVa – 142.500 $ Sandplatz (rot) – 32E/16D                              | Katarina Srebotnik                        | Rita Kuti-Kis                         | 6:3, 6:1       |
| 05.04.  | Estoril Open Oeiras, Portugal Tier IVa – 142.500 $ Sandplatz (rot) – 32E/16D                              | Alicia Ortuno Cristina Torrens            | Anna Foldenyi Rita Kuti-Kis           | 7:64, 3:6, 6:3 |
| 12.04.  | Japan Open Tokio, Japan Tier III – 180.000 $ Hartplatz – 32E/32Q/16D                                      | Amy Frazier                               | Ai Sugiyama                           | 6:2, 6:2       |
| 12.04.  | Japan Open Tokio, Japan Tier III – 180.000 $ Hartplatz – 32E/32Q/16D                                      | Corina Morariu Kimberly Po                | Catherine Barclay Kerry-Anne Guse     | 6:3, 6:2       |
| 19.04.  | Dreamland Egypt Classic Kairo, Ägypten Tier III – 180.000 $ Sandplatz (rot) – 30E/32Q/16D/8Q              | Arantxa Sánchez Vicario                   | Irina Spîrlea                         | 6:1, 6:0       |
| 19.04.  | Dreamland Egypt Classic Kairo, Ägypten Tier III – 180.000 $ Sandplatz (rot) – 30E/32Q/16D/8Q              | Laurence Courtois Arantxa Sánchez Vicario | Irina Spîrlea Caroline Vis            | 7:5, 1:6, 7:6  |
| 19.04.  | Westel 900 Budapest Open Budapest, Ungarn Tier IVa – 142.500 $ Sandplatz (rot) – 32E/31Q/14D              | Sarah Pitkowski                           | Cristina Torrens Valero               | 6:2, 6:2       |
| 19.04.  | Westel 900 Budapest Open Budapest, Ungarn Tier IVa – 142.500 $ Sandplatz (rot) – 32E/31Q/14D              | Jewgenija Kulikowskaja Sandra Načuk       | Laura Montalvo Virginia Ruano Pascual | 6:3, 6:4       |
| 26.04.  | Croatian Bol Ladies Open Bol, Kroatien Tier IVa – 142.500 $ Sandplatz (rot) – 32E/32Q/16D                 | Corina Morariu                            | Julie Halard-Decugis                  | 6:2, 6:0       |
| 26.04.  | Croatian Bol Ladies Open Bol, Kroatien Tier IVa – 142.500 $ Sandplatz (rot) – 32E/32Q/16D                 | Jelena Kostanić Michaela Paštiková        | Meghann Shaughnessy Andreea Vanc      | 7:5, 6:71, 6:2 |
| 26.04.  | Betty Barclay Cup Hamburg, Deutschland Tier II – 520.000 $ Sandplatz (rot) – 28E/32Q/16D/5Q               | Venus Williams                            | Mary Pierce                           | 6:0, 6:3       |
| 26.04.  | Betty Barclay Cup Hamburg, Deutschland Tier II – 520.000 $ Sandplatz (rot) – 28E/32Q/16D/5Q               | Larisa Neiland Arantxa Sánchez Vicario    | Amanda Coetzer Jana Novotná           | 6:2, 6:1       |

### Mai
| Datum 1 | Turnier                                                                                                  | Sieger(in)                          | Finalgegner(in)                          | Ergebnis       |
| ------- | --- | ----------------------------------- | ---------------------------------------- | -------------- |
| 03.05.  | Italian Open Rom, Italien Tier I – 1.050.000 $ Sandplatz (rot) – 56E/27Q/28D/6Q                          | Venus Williams                      | Mary Pierce                              | 6:4, 6:2       |
| 03.05.  | Italian Open Rom, Italien Tier I – 1.050.000 $ Sandplatz (rot) – 56E/27Q/28D/6Q                          | Martina Hingis Anna Kurnikowa       | Alexandra Fusai Nathalie Tauziat         | 6:2, 6:2       |
| 03.05.  | Warsaw Cup by Heros Warschau, Polen Tier IVb – 112.500 $ Sandplatz (rot) – 32E/29Q/16D/4Q                | Cristina Torrens Valero             | Inés Gorrochategui                       | 7:5, 7:63      |
| 03.05.  | Warsaw Cup by Heros Warschau, Polen Tier IVb – 112.500 $ Sandplatz (rot) – 32E/29Q/16D/4Q                | Catalina Cristea Irina Seljutina    | Amélie Cocheteux Janette Husárová        | 6:1, 6:2       |
| 10.05.  | Flanders Women’s Open Antwerpen, Belgien Tier IVb – 112.500 $ Sandplatz (rot) – 32E/32Q/16D/4Q           | Justine Henin                       | Sarah Pitkowski                          | 6:1, 6:2       |
| 10.05.  | Flanders Women’s Open Antwerpen, Belgien Tier IVb – 112.500 $ Sandplatz (rot) – 32E/32Q/16D/4Q           | Laura Golarsa Katarina Srebotnik    | Louise Pleming Meghann Shaughnessy       | 6:4, 6:2       |
| 10.05.  | German Open Berlin, Deutschland Tier I – 1.050.000 $ Sandplatz (rot) – 56E/32Q/28D/5Q                    | Martina Hingis                      | Julie Halard-Decugis                     | 6:0, 6:1       |
| 10.05.  | German Open Berlin, Deutschland Tier I – 1.050.000 $ Sandplatz (rot) – 56E/32Q/28D/5Q                    | Alexandra Fusai Nathalie Tauziat    | Jana Novotná Patricia Tarabini           | 6:3, 7:5       |
| 17.05.  | Internationaux de Strasbourg Straßburg, Frankreich Tier III – 190.000 $ Sandplatz (rot) – 30E/32Q/16D/2Q | Jennifer Capriati                   | Jelena Lichowzewa                        | 6:1, 6:3       |
| 17.05.  | Internationaux de Strasbourg Straßburg, Frankreich Tier III – 190.000 $ Sandplatz (rot) – 30E/32Q/16D/2Q | Jelena Lichowzewa Ai Sugiyama       | Alexandra Fusai Nathalie Tauziat         | 2:6, 7:66, 6:1 |
| 17.05.  | Open Paginas Amarillas Madrid, Spanien Tier III – 180.000 $ Sandplatz (rot) – 30E/32Q/16D/6Q             | Lindsay Davenport                   | Paola Suárez                             | 6:1, 6:3       |
| 17.05.  | Open Paginas Amarillas Madrid, Spanien Tier III – 180.000 $ Sandplatz (rot) – 30E/32Q/16D/6Q             | Virginia Ruano Pascual Paola Suárez | Maria-Fernanda Landa Marlene Weingärtner | 6:2, 0:6, 6:0  |
| 24.05.  | French Open Paris, Frankreich Grand Slam – 4.407.123 $ Sandplatz (rot) – 128E/64Q/64D/32M                | Steffi Graf                         | Martina Hingis                           | 4:6, 7:5, 6:2  |
| 24.05.  | French Open Paris, Frankreich Grand Slam – 4.407.123 $ Sandplatz (rot) – 128E/64Q/64D/32M                | Serena Williams Venus Williams      | Martina Hingis Anna Kurnikowa            | 6:3, 6:72, 8:6 |
| 24.05.  | French Open Paris, Frankreich Grand Slam – 4.407.123 $ Sandplatz (rot) – 128E/64Q/64D/32M                | Katarina Srebotnik Piet Norval      | Larisa Neiland Rick Leach                | 6:3, 3:6, 6:3  |

### Juni
| Datum 1 | Turnier                                                                                              | Sieger(in)                               | Finalgegner(in)                    | Ergebnis      |
| ------- | --- | ---------------------------------------- | ---------------------------------- | ------------- |
| 07.07.  | Tashkent Open Taschkent, Usbekistan Tier IVb – 112.500 $ Hartplatz – 32E/31Q/16D/8Q                  | Anna Smaschnowa                          | Laurence Courtois                  | 6:3, 6:3      |
| 07.07.  | Tashkent Open Taschkent, Usbekistan Tier IVb – 112.500 $ Hartplatz – 32E/31Q/16D/8Q                  | Jewgenija Kulikowskaja Patricia Wartusch | Eva Bes Gisela Riera               | 7:63, 6:0     |
| 07.07.  | DFS Classic Birmingham, Großbritannien Tier III – 180.000 $ Rasen – 48E/32Q/28D                      | Julie Halard-Decugis                     | Nathalie Tauziat                   | 6:2, 3:6, 6:4 |
| 07.07.  | DFS Classic Birmingham, Großbritannien Tier III – 180.000 $ Rasen – 48E/32Q/28D                      | Corina Morariu Larisa Neiland            | Alexandra Fusai Inés Gorrochategui | 6:4, 6:4      |
| 14.06.  | Direct Line Championships Eastbourne, Großbritannien Tier II – 520.000 $ Rasen – 28E/32Q/16D/8Q      | Natallja Swerawa                         | Nathalie Tauziat                   | 0:6, 7:5, 6:3 |
| 14.06.  | Direct Line Championships Eastbourne, Großbritannien Tier II – 520.000 $ Rasen – 28E/32Q/16D/8Q      | Martina Hingis Anna Kurnikowa            | Jana Novotná Natallja Swerawa      | 6:4, Aufgabe  |
| 14.06.  | Heineken Trophy ’s-Hertogenbosch, Niederlande Tier III – 180.000 $ Rasen – 30E/14D                   | Kristina Brandi                          | Silvija Talaja                     | 6:0, 3:6, 6:1 |
| 14.06.  | Heineken Trophy ’s-Hertogenbosch, Niederlande Tier III – 180.000 $ Rasen – 30E/14D                   | Silvia Farina Rita Grande                | Cara Black Kristie Boogert         | 7:5, 7:62     |
| 21.06.  | Wimbledon Championships London, Großbritannien Grand Slam – 4.732.303 $ Rasen – 128E/64Q/64D/16Q/64M | Lindsay Davenport                        | Steffi Graf                        | 6:4, 7:5      |
| 21.06.  | Wimbledon Championships London, Großbritannien Grand Slam – 4.732.303 $ Rasen – 128E/64Q/64D/16Q/64M | Lindsay Davenport Corina Morariu         | Mariaan de Swardt Olena Tatarkowa  | 6:4, 6:4      |
| 21.06.  | Wimbledon Championships London, Großbritannien Grand Slam – 4.732.303 $ Rasen – 128E/64Q/64D/16Q/64M | Lisa Raymond Leander Paes                | Anna Kurnikowa Jonas Björkman      | 6:4, 3:6, 6:3 |

### Juli
| Datum 1 | Turnier | Sieger                           | Finalgegner                            | Ergebnis       |
| ------- | --- | -------------------------------- | -------------------------------------- | -------------- |
| 05.07.  | Eggers Tennis Festival in Kärnten Pörtschach am Wörther See, Österreich Tier IVb – 112.500 $ Sandplatz (rot) – 32E/32Q/16D/8Q | Karina Habšudová                 | Silvija Talaja                         | 2:6, 6:4, 6:4  |
| 05.07.  | Eggers Tennis Festival in Kärnten Pörtschach am Wörther See, Österreich Tier IVb – 112.500 $ Sandplatz (rot) – 32E/32Q/16D/8Q | Silvia Farina Karina Habšudová   | Olga Lugina Laura Montalvo             | 6:4, 6:4       |
| 12.07.  | Prokom Polish Open Sopot, Polen Tier III – 180.000 $ Sandplatz – 30E/32Q/16D/8Q                                               | Conchita Martínez                | Karina Habšudová                       | 6:1, 6:1       |
| 12.07.  | Prokom Polish Open Sopot, Polen Tier III – 180.000 $ Sandplatz – 30E/32Q/16D/8Q                                               | Laura Montalvo Paola Suárez      | Gala León García María Sánchez Lorenzo | 6:4, 6:3       |
| 12.07.  | Torneo Internazionale Palermo, Italien Tier IVa – 142.500 $ Sandplatz – 32E/32Q/16D/4Q                                        | Anastassija Myskina              | Ángeles Montolio                       | 3:6, 7:63, 6:2 |
| 12.07.  | Torneo Internazionale Palermo, Italien Tier IVa – 142.500 $ Sandplatz – 32E/32Q/16D/4Q                                        | Tina Križan Katarina Srebotnik   | Åsa Carlsson Sonya Jeyaseelan          | 4:6, 6:3, 6:0  |
| 26.07.  | Bank of the West Classic Stanford, Vereinigte Staaten Tier II – 520.000 $ Hartplatz – 28E/27Q/16D/8Q                          | Lindsay Davenport                | Venus Williams                         | 7:61, 6:3      |
| 26.07.  | Bank of the West Classic Stanford, Vereinigte Staaten Tier II – 520.000 $ Hartplatz – 28E/27Q/16D/8Q                          | Lindsay Davenport Corina Morariu | Anna Kurnikowa Jelena Lichowzewa       | 6:4, 6:4       |

### August
| Datum 1 | Turnier                                                                                          | Sieger(in)                             | Finalgegner(in)                        | Ergebnis       |
| ------- | ------------------------------------------------------------------------------------------------ | -------------------------------------- | -------------------------------------- | -------------- |
| 02.08.  | Sanex Trophy Knokke-Heist, Belgien Tier IVb – 112.500 $ Sandplatz (rot) – 32E/32Q/16D/8Q         | María Sánchez Lorenzo                  | Denisa Chládková                       | 6:72, 6:4, 6:2 |
| 02.08.  | Sanex Trophy Knokke-Heist, Belgien Tier IVb – 112.500 $ Sandplatz (rot) – 32E/32Q/16D/8Q         | Eva Martincová Elena Wagner            | Jewgenija Kulikowskaja Sandra Načuk    | 3:6, 6:3, 6:3  |
| 02.08.  | TIG Tennis Classic San Diego, Vereinigte Staaten Tier II – 520.000 $ Hartplatz – 28E/32Q/16D/6Q  | Martina Hingis                         | Venus Williams                         | 6:4, 6:0       |
| 02.08.  | TIG Tennis Classic San Diego, Vereinigte Staaten Tier II – 520.000 $ Hartplatz – 28E/32Q/16D/6Q  | Lindsay Davenport Corina Morariu       | Serena Williams Venus Williams         | 6:4, 6:1       |
| 09.08.  | Acura Classic Manhattan Beach, Vereinigte Staaten Tier II – 520.000 $ Hartplatz – 28E/32Q/16D/8Q | Serena Williams                        | Julie Halard-Decugis                   | 6:1, 6:4       |
| 09.08.  | Acura Classic Manhattan Beach, Vereinigte Staaten Tier II – 520.000 $ Hartplatz – 28E/32Q/16D/8Q | Larisa Neiland Arantxa Sánchez Vicario | Lisa Raymond Rennae Stubbs             | 6:2, 6:75, 6:0 |
| 16.08.  | du Maurier Open Toronto, Kanada Tier I – 1.050.000 $ Hartplatz – 56E/32Q/28D/8Q                  | Martina Hingis                         | Monica Seles                           | 6:4, 6:4       |
| 16.08.  | du Maurier Open Toronto, Kanada Tier I – 1.050.000 $ Hartplatz – 56E/32Q/28D/8Q                  | Mary Pierce Jana Novotná               | Larisa Neiland Arantxa Sánchez Vicario | 6:3, 2:6, 6:3  |
| 23.09.  | Pilot Pen New Haven, Vereinigte Staaten Tier II – 520.000 $ Hartplatz – 28E/48Q/16D              | Venus Williams                         | Lindsay Davenport                      | 6:2, 7:5       |
| 23.09.  | Pilot Pen New Haven, Vereinigte Staaten Tier II – 520.000 $ Hartplatz – 28E/48Q/16D              | Lisa Raymond Rennae Stubbs             | Jelena Lichowzewa Jana Novotná         | 7:61, 6:2      |
| 30.08.  | US Open New York, Vereinigte Staaten Grand Slam – 6.257.000 $ Hartplatz – 128E/128Q/64D/16Q/32M  | Serena Williams                        | Martina Hingis                         | 6:3, 7:6       |
| 30.08.  | US Open New York, Vereinigte Staaten Grand Slam – 6.257.000 $ Hartplatz – 128E/128Q/64D/16Q/32M  | Serena Williams Venus Williams         | Chanda Rubin Sandrine Testud           | 4:6, 6:1, 6:4  |
| 30.08.  | US Open New York, Vereinigte Staaten Grand Slam – 6.257.000 $ Hartplatz – 128E/128Q/64D/16Q/32M  | Ai Sugiyama Mahesh Bhupathi            | Kimberly Po Donald Johnson             | 6:4, 6:4       |

### September
| Datum 1 | Turnier                                                                           | Sieger                              | Finalgegner                    | Ergebnis       |
| ------- | --------------------------------------------------------------------------------- | ----------------------------------- | ------------------------------ | -------------- |
| 13.09.  | Fed Cup, Finale Stanford, Vereinigte Staaten, Hartplatz                           | Vereinigte Staaten                  | Russland                       | 4:1            |
| 20.09.  | Seat Open Luxemburg, Luxemburg Tier III – 180.000 $ Teppich (Halle) – 30E/32Q/16D | Kim Clijsters                       | Dominique van Roost            | 6:2, 6:2       |
| 20.09.  | Seat Open Luxemburg, Luxemburg Tier III – 180.000 $ Teppich (Halle) – 30E/32Q/16D | Irina Spîrlea Caroline Vis          | Tina Križan Katarina Srebotnik | 6:1, 6:2       |
| 20.09.  | Toyota Princess Cup Tokio, Japan Tier II – 520.000 $ Hartplatz – 28E/32Q/16D/8Q   | Lindsay Davenport                   | Monica Seles                   | 7:5, 7:61      |
| 20.09.  | Toyota Princess Cup Tokio, Japan Tier II – 520.000 $ Hartplatz – 28E/32Q/16D/8Q   | Conchita Martínez Patricia Tarabini | Amanda Coetzer Jelena Dokić    | 6:75, 6:4, 6:2 |
| 27.09.  | Compaq Grand Slam Cup München, Deutschland ITF – 2.450.000 $ Hartplatz – 8E       | Serena Williams                     | Venus Williams                 | 6:1, 3:6, 6:3  |

### Oktober
| Datum 1 | Turnier                                                                                                   | Sieger                          | Finalgegner                              | Ergebnis       |
| ------- | --- | ------------------------------- | ---------------------------------------- | -------------- |
| 04.10.  | Brazil Ladies Open São Paulo, Brasilien Tier IVa – 142.500 $ Sandplatz (rot) – 32E/32Q/16D/7Q             | Fabiola Zuluaga                 | Patricia Wartusch                        | 7:5, 4:6, 7:5  |
| 04.10.  | Brazil Ladies Open São Paulo, Brasilien Tier IVa – 142.500 $ Sandplatz (rot) – 32E/32Q/16D/7Q             | Laura Montalvo Paola Suárez     | Janette Husárová Florencia Labat         | 6:71, 7:5, 7:5 |
| 04.10.  | Porsche Tennis Grand Prix Filderstadt, Deutschland Tier II – 520.000 $ Hartplatz (Halle) – 28E/32Q/16D/4Q | Martina Hingis                  | Mary Pierce                              | 6:4, 6:1       |
| 04.10.  | Porsche Tennis Grand Prix Filderstadt, Deutschland Tier II – 520.000 $ Hartplatz (Halle) – 28E/32Q/16D/4Q | Chanda Rubin Sandrine Testud    | Larisa Neiland Arantxa Sánchez Vicario   | 6:3, 6:4       |
| 11.10.  | Swisscom Challenge Zürich, Schweiz Tier I – 1.050.000 $ Hartplatz (Halle) – 28E/25Q/16D/2Q                | Venus Williams                  | Martina Hingis                           | 6:3, 6:4       |
| 11.10.  | Swisscom Challenge Zürich, Schweiz Tier I – 1.050.000 $ Hartplatz (Halle) – 28E/25Q/16D/2Q                | Lisa Raymond Rennae Stubbs      | Nathalie Tauziat Natallja Swerawa        | 6:2, 6:2       |
| 18.10.  | Eurotel Slovak Indoor Bratislava, Slowakei Tier IVb – 112.500 $ Hartplatz (Halle) – 32E/32Q/16D/4Q        | Amélie Mauresmo                 | Kim Clijsters                            | 6:3, 6:3       |
| 18.10.  | Eurotel Slovak Indoor Bratislava, Slowakei Tier IVb – 112.500 $ Hartplatz (Halle) – 32E/32Q/16D/4Q        | Kim Clijsters Laurence Courtois | Wolha Barabanschtschykawa Lilia Osterloh | 6:2, 3:6, 7:5  |
| 18.10.  | Kremlin Cup Moskau, Russland Tier I – 1.050.000 $ Teppich (Halle) – 28E/32Q/16D/7Q                        | Nathalie Tauziat                | Barbara Schett                           | 2:6, 6:4, 6:1  |
| 18.10.  | Kremlin Cup Moskau, Russland Tier I – 1.050.000 $ Teppich (Halle) – 28E/32Q/16D/7Q                        | Lisa Raymond Rennae Stubbs      | Julie Halard-Decugis Anke Huber          | 6:1, 6:0       |
| 25.10.  | Generali Ladies Linz Linz, Österreich Tier II – 520.000 $ Teppich (Halle) – 28E/32Q/16D/4Q                | Mary Pierce                     | Sandrine Testud                          | 7:62, 6:1      |
| 25.10.  | Generali Ladies Linz Linz, Österreich Tier II – 520.000 $ Teppich (Halle) – 28E/32Q/16D/4Q                | Irina Spîrlea Caroline Vis      | Tina Križan Larisa Neiland               | 6:4, 6:3       |

### November
| Datum 1 | Turnier                                                                                             | Sieger                        | Finalgegner                              | Ergebnis      |
| ------- | --------------------------------------------------------------------------------------------------- | ----------------------------- | ---------------------------------------- | ------------- |
| 01.11.  | Challenge Bell Québec, Kanada Tier III – 180.000 $ Teppich (Halle) – 30E/32Q/16D/5Q                 | Jennifer Capriati             | Chanda Rubin                             | 4:6, 6:1, 6:2 |
| 01.11.  | Challenge Bell Québec, Kanada Tier III – 180.000 $ Teppich (Halle) – 30E/32Q/16D/5Q                 | Amy Frazier Katie Schlukebir  | Lindsay Lee Meghann Shaughnessy          | 6:2, 6:3      |
| 01.11.  | Sparkassen Cup International Leipzig, Deutschland Tier II – 520.000 $ Teppich (Halle) – 28E/32Q/16D | Nathalie Tauziat              | Květa Hrdličková                         | 6:1, 6:3      |
| 01.11.  | Sparkassen Cup International Leipzig, Deutschland Tier II – 520.000 $ Teppich (Halle) – 28E/32Q/16D | Larisa Neiland Mary Pierce    | Jelena Lichowzewa Ai Sugiyama            | 6:4, 6:3      |
| 08.11.  | Advanta Championships Philadelphia, Vereinigte Staaten Tier II – 520.000 $ Teppich – 28E/32Q/16D/6Q | Lindsay Davenport             | Martina Hingis                           | 6:3, 6:4      |
| 08.11.  | Advanta Championships Philadelphia, Vereinigte Staaten Tier II – 520.000 $ Teppich – 28E/32Q/16D/6Q | Lisa Raymond Rennae Stubbs    | Chanda Rubin Sandrine Testud             | 6:1, 7:62     |
| 08.11.  | Wismilak International Kuala Lumpur, Malaysia Tier III – 180.000 $ Hartplatz – 30E/31Q/16D/8Q       | Åsa Carlsson                  | Erika de Lone                            | 6:2, 6:4      |
| 08.11.  | Wismilak International Kuala Lumpur, Malaysia Tier III – 180.000 $ Hartplatz – 30E/31Q/16D/8Q       | Jelena Kostanić Tina Pisnik   | Rika Hiraki Yuka Yoshida                 | 3:6, 6:2, 6:4 |
| 15.11.  | Volvo Women’s Open Pattaya, Thailand Tier IVb – 112.500 $ Hartplatz – 32E/32Q/16D/8Q                | Magdalena Maleewa             | Anne Kremer                              | 4:6, 6:1, 6:2 |
| 15.11.  | Volvo Women’s Open Pattaya, Thailand Tier IVb – 112.500 $ Hartplatz – 32E/32Q/16D/8Q                | Åsa Carlsson Émilie Loit      | Jewgenija Kulikowskaja Patricia Wartusch | 6:1, 6:4      |
| 15.11.  | Chase Championships New York, Vereinigte Staaten Masters – 2.000.000 $ Teppich – 16E/8D             | Lindsay Davenport             | Martina Hingis                           | 6:4, 6:2      |
| 15.11.  | Chase Championships New York, Vereinigte Staaten Masters – 2.000.000 $ Teppich – 16E/8D             | Martina Hingis Anna Kurnikowa | Larisa Neiland Arantxa Sánchez Vicario   | 6:4, 6:4      |